# 河野聡太
河野 聡太（かわの そうた、2000年5月22日 - ）は、福岡県出身のプロ野球選手（内野手・育成選手）。右投左打。オリックス・バファローズ所属。

## 経歴

### プロ入りまで
小学校時代には福岡県内のジュニアリーグ、中学校時代にはボーイズリーグに所属した。九州産業大学付属九州産業高等学校では甲子園大会への出場経験はなかった。
西日本工業大学に進学し、3年生時には第70回全日本大学野球選手権記念大会に出場した。この間、九州地区大学野球連盟北部ブロック1部リーグでは2020年秋季に捕手で、2021年春季に三塁手で、それぞれベストナインに選ばれている。大学では隅田知一郎の1年後輩だった。
2022年に四国アイランドリーグplusのトライアウトを受けて愛媛マンダリンパイレーツの特別合格選手となり、入団した。

### 四国・愛媛時代
2023年は三塁手・遊撃手として起用され、打撃個人タイトルは取れなかったものの打率.301（リーグ5位）、12盗塁（リーグ6位タイ）、出塁率.406（リーグ3位）の記録を残し、シーズン終了後に遊撃手のベストナインに選出された。
10月26日に行われたNPBドラフト会議でオリックス・バファローズから育成選手ドラフト5位で指名を受け、11月12日に支度金300万円、年俸240万円（いずれも推定）で仮契約を結んだ。背番号は045。

### オリックス時代
2024年2月のキャンプはBグループだった。3月6日の中日ドラゴンズとのオープン戦に途中出場して2打数2安打を放った。ウエスタン・リーグでは7月31日までで打率.263という成績だったが、支配下登録には至らなかった。同リーグでは最終的に64試合に出場し、打率.301、9打点、5盗塁を記録した。シーズン後のみやざきフェニックス・リーグでは打率.333を記録した。

## 選手としての特徴
愛媛時代には得点圏打率0.311を記録し、勝負強い面があるとされる。

## 人物
愛媛時代には、関係者からのアドバイスと「『運』をつかむという」という語呂合わせから、選手寮の便所掃除を自ら申し出ておこなっていた。
2024年1月にオリックスの選手寮に入った際には、「不安定な状態で目の使い方を安定させるため」というトレーニング目的で一本歯の下駄を持参した。
同じオリックス所属でアイランドリーグから育成入団した初年度に支配下登録となった茶野篤政を目標としており、愛媛在籍時代にリーグからNPBドラフト指名された事例を調べていたときから、その基準として実績を意識していたという。

## 詳細情報

### 独立リーグでの打撃成績
出典は四国アイランドリーグplusデータサイト。
| 年 度     | 球 団     | 試 合 | 打 席 | 打 数 | 得 点 | 安 打 | 二 塁 打 | 三 塁 打 | 本 塁 打 | 塁 打 | 打 点 | 盗 塁 | 盗 塁 死 | 犠 打 | 犠 飛 | 四 球 | 敬 遠 | 死 球 | 三 振 | 併 殺 打 | 打 率 | 出 塁 率 | 長 打 率 | O P S |
| --------- | --------- | ----- | ----- | ----- | ----- | ----- | -------- | -------- | -------- | ----- | ----- | ----- | -------- | ----- | ----- | ----- | ----- | ----- | ----- | -------- | ----- | -------- | -------- | ----- |
| 2023      | 愛媛      | 65    | 263   | 216   | 39    | 65    | 7        | 3        | 2        | 84    | 24    | 12    | 1        | 7     | 1     | 33    | -     | 6     | 37    | 4        | .301  | .406     | .389     | .795  |
| 通算：1年 | 通算：1年 | 65    | 263   | 216   | 39    | 65    | 7        | 3        | 2        | 84    | 24    | 12    | 1        | 7     | 1     | 33    | -     | 6     | 37    | 4        | .301  | .406     | .389     | .795  |

### 背番号
- 27（2023年）
- 045（2024年[11] - ）